# Каневський Віктор Ізраїльович
Ві́ктор Ізраїльович (Ільїч) Кане́вський  (3 жовтня 1936, Київ — 25 листопада 2018, Бристоль, Коннектикут, США) — український радянський футболіст та тренер, нападник, чемпіон СРСР 1961 року в складі київського «Динамо», що вперше виграло золоті медалі; кращий бомбадир тієї команди, гравець збірної СРСР.

## Біографія
У складі команди «Динамо» (Київ) став чемпіоном СРСР 1961 року, володарем Кубка СРСР 1964 року, забивши у фіналі кубку єдиний і переможний м'яч. Учасник чемпіонату світу з футболу 1962 року в Чилі.
Зазнавши утисків від тоталітарної радянської системи, 1988 року емігрував до США, де створив приватну футбольну школу для підлітків. Пропагандист футболу в Америці.

## Статистика виступів за «Динамо»
| Клуб   | Сезон  | Чемпіонат | Чемпіонат | Кубок | Кубок | Всього | Всього |
| Клуб   | Сезон  | Ігри      | Голи      | Ігри  | Голи  | Ігри   | Голи   |
| ------ | ------ | --------- | --------- | ----- | ----- | ------ | ------ |
| Динамо | 1955   | 1         | 0         | -     | -     | 1      | 0      |
| Динамо | 1956   | 12        | 4         | -     | -     | 12     | 4      |
| Динамо | 1957   | 13        | 5         | 2     | 0     | 15     | 5      |
| Динамо | 1958   | 18        | 8         | 1     | 0     | 19     | 8      |
| Динамо | 1959   | 19        | 2         | -     | -     | 19     | 2      |
| Динамо | 1960   | 22        | 7         | -     | -     | 22     | 7      |
| Динамо | 1961   | 26        | 18        | 1     | 0     | 27     | 18     |
| Динамо | 1962   | 23        | 7         | 1     | 0     | 24     | 7      |
| Динамо | 1963   | 34        | 14        | 2     | 0     | 36     | 14     |
| Динамо | 1964   | 27        | 15        | 5     | 5     | 32     | 20     |
| Всього | Всього | 195       | 80        | 12    | 5     | 207    | 85     |

## Досягнення
- Чемпіон СРСР (1961)
- Володар Кубка СРСР (1964)
- Віцечемпіон СРСР (1960)
- Учасник ЧС 1962, 2/0.
- Бронза Спартакіади народів СРСР (1956)
- Майстер спорту СРСР (1959)
- Заслужений Тренер УзбРСР (1972)